# Svínoy
Svínoy is een eiland gelegen in het noordoosten van de Faeröer, ten oosten van Borðoy en Viðoy. Het is verdeeld in twee ongelijke schiereilandjes. De kust van Svínoy is op de meeste plaatsen steil. Zo zijn er bijvoorbeeld aan de noordkust de Eysturhøvdi-klippen die 345 meter hoog zijn. Er zijn drie bergen op Svínoy: Keldufjall (461 meter), Havnartindur (587 meter) en Múlin (442 meter).
Er is maar één bewoonde plaats op het eiland die ook Svínoy heet en waar alle 36 inwoners van het eiland wonen. Dit eiland vormt de gemeente Svínoyar.

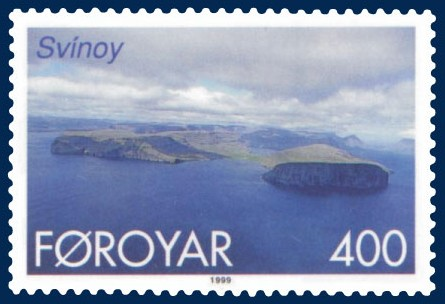
Postzegel van Svínoy